# Amore Pacific
Amore Pacific est une entreprise sud-coréenne spécialisée dans la cosmétique.
Elle est issue de la scission des activités de l'entreprise sud coréenneTaepyeongyang Corporation (태평양주식회사/太平洋株式會社). Taepyeongyang Corporation (태평양주식회사/太平洋株式會社) a été fondée en 1945. Elle a son siège à Séoul, Yongsan-gu. Elle est connue par sa filiale cosmétique, Amore Pacific. Avant 2006, elle regroupe des activités dans la chimie et la cosmétique.
En juin 2006, Amore Pacific devient une entreprise indépendante. Elle gère 6 filiales. En 2011, elle reprend les parfums Annick Goutal .